# بريندا ويلسون
بريندا ويلسون (بالإنجليزية: Brenda Wilson)‏ هي ممرضة بريطانية وأسترالية، ولدت في 1959 في ويلز في المملكة المتحدة.